# Шелберн (Минесота)
Шелберн (енгл. Sherburn) град је у америчкој савезној држави Минесота.

## Демографија
По попису из 2010. године број становника је 1.137, што је 55 (5,1%) становника више него 2000. године.
| Група             | 2000.         | 2010.         |
| Белци             | 1.072 (99,1%) | 1.114 (98,0%) |
| Афроамериканци    | 0 (0,0%)      | 0 (0,0%)      |
| Азијати           | 1 (0,1%)      | 3 (0,3%)      |
| Хиспаноамериканци | 7 (0,6%)      | 8 (0,7%)      |
| Укупно            | 1.082         | 1.137         |